# 莫斯科国际航空航天展览会

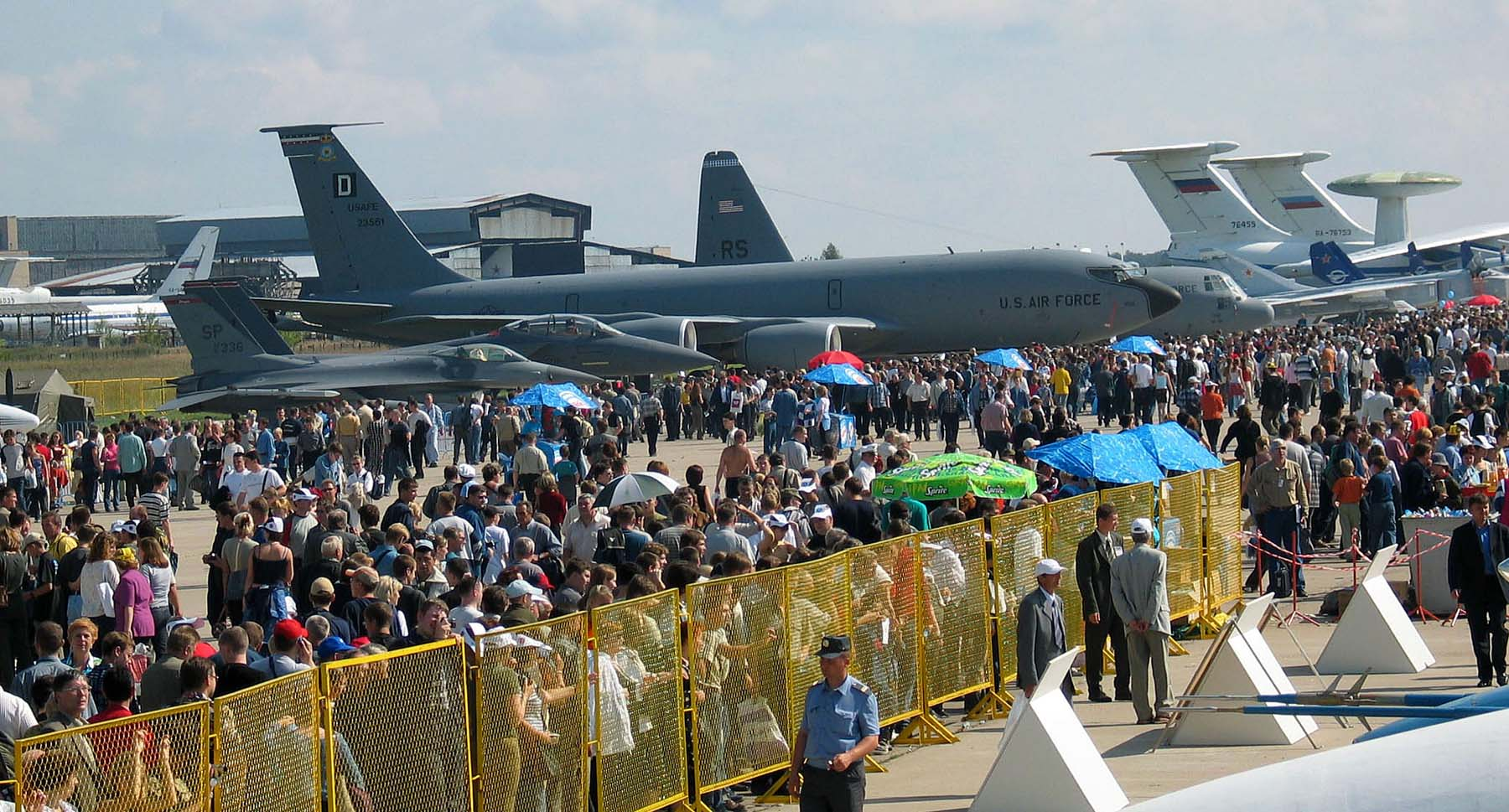
2003年展览上首次有美國戰機

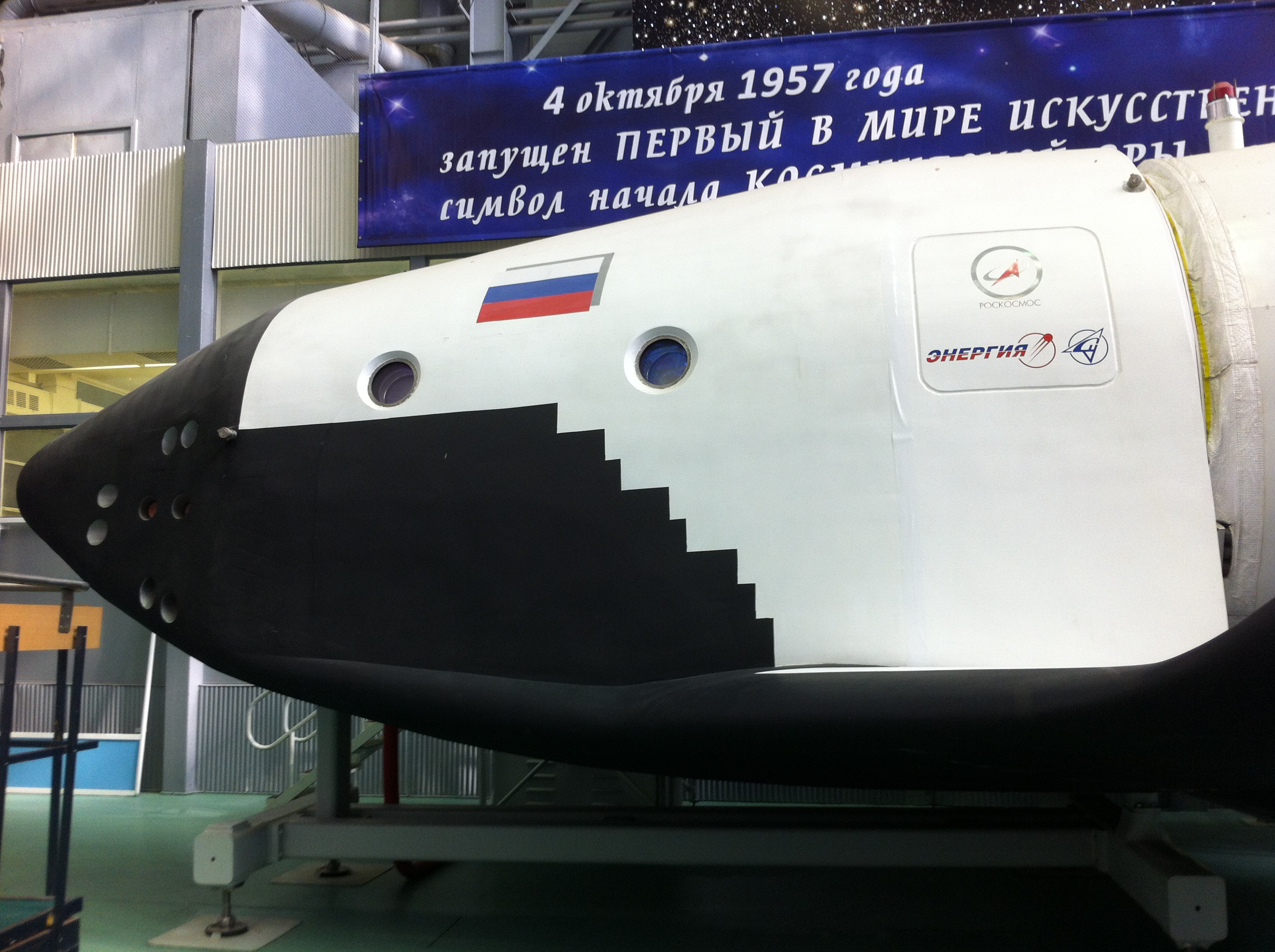
2005年Kliper小型太空梭參與靜態展

莫斯科国际航空航天展览会（俄語：МАКС (Международный авиационно-космический салон)）是俄罗斯莫斯科举行的知名国际性航展，其举办地为莫斯科茹科夫斯基格罗莫夫试飞院机场。莫斯科航展创办于1992年，从1993年起每2年举办一届。

## 著名事件
- 1999年展覽上一架前掠翼戰機Su-47首次亮相。
- 2003年展上德國簽訂了租用普列謝茨克航天發射場發射5枚衛星的合約，首次有航展上出現太空訂單。
- 2003年首次有美國戰機參加。[3]
- 2005年Kliper小型太空梭參與靜態展並首次公開。[4]
- 2009年俄羅斯騎士表演隊四架以缺員形式飛過致敬，他們的隊長於兩天前預演時墜機身亡。
- 2011年展上Su-57原型機第一次出現。[5]
- 2011年首次有外國表演隊表演。[6][7]
- 2023年7月2日，俄罗斯宣布取消2023年7月底举行的莫斯科国际航空航天展览会。英国情报部门认为取消的原因是俄方担心国际代表团的出席率低，以及航展可能受到乌克兰无人机的攻击[8]。

## 參閲
- 葛羅莫夫飛行研究院（英语：Gromov Flight Research Institute）